# 王立モロッコサッカー連盟
王立モロッコサッカー連盟（おうりつモロッコサッカーどうめい、アラビア語: الجامعة الملكية المغربية لكرة القدم、英語: Royal Moroccan Football Federation、フランス語: Fédération royale marocaine de football、略称: FRMF）はモロッコにおけるサッカー運営団体。ボトラやハサン2世トロフィーの主催、サッカーモロッコ男子・女子代表も組織されている。
ムハンマド6世国王アカデミーに象徴される様に同協会はムハンマド6世の手厚い支援の元に男女サッカー界への積極的な改革を施した。また欧州中にスカウトを派遣し、各国のモロッコ移民の中から若い才能を発掘する取り組みにも力を入れてきた。
その結果、男子はW杯で初のベスト4、女子もW杯初出場を決める等目覚ましい成果を出す様になった。

## 戦績
- FIFAワールドカップ
  - ベスト4:2022
- アフリカネイションズカップ
  - 優勝(1):1976
  - 準優勝(1):2004
  - ベスト3(1):1980
  - ベスト4(2):1986、1988
- アラブカップ
  - 優勝:2012
- アフリカネイションズチャンピオンシップ
  - 優勝(2):2018、2020